# Свети Пантелеймон (Никозия)
Вижте пояснителната страница за други значения на Свети Пантелеймон.
„Свети Пантелеймон“ (на гръцки: Άγιος Παντελεήμωνας) в кипърската столица Никозия е изградена в квартал Енгоми, район Македонитиса.
Идеята за нейното създаване е дадено от християнското население на квартала. На 10 май 1993 в една малка църква в енорията „Свети Пантелеймон“ в областта Архангел Македонитиса и под председателството на отец Телос Пападопулос е взето решение за построяването на нов християнски храм. На това заседание се планират различни действия за набиране на средства за строителството. По време на следващите четири години няколко от тези операции са осъществени и в резултат е натрупана сума от около 400 000 кипърски лири.
Двата проекта – архитектурен и конструктивен, са изготвени от Нико и Костас Мелетиу. Въз основа на техните технически спецификации, на 17 февруари 1997 година една официална църковна комисия обявява конкурс за строителството. На 20 март той е спечелен от компанията „П. Ларкос & Асошиетс“. Първата копка е направена на 20 май 1997 и е осветена от енорийския свещеник Телос Пападопулос в тържествена обстановка. Храмът е открит и започва да функционира през 2000 година.
- Дева Мария, Иисус Христос и свети Пантелеймон
- Дева Мария и Иисус Христос
- Апостолите Павел и Барнаба
- Дева Мария и Иисус Христос

- Зарешетени прозорци
- Детайл от капитела на колона
- Детайл от покрива
- Паметник на загиналите и безследно изчезналите през 1974